# Artpop
Artpop (stilisiert: ARTPOP, englisch für Kunstpop) ist das dritte Studioalbum der US-amerikanischen Künstlerin Lady Gaga, das im November 2013 erschien.

## Entstehung und Veröffentlichung
Die ersten Konzepte für Artpop entstanden kurz nach Veröffentlichung von Lady Gagas zweitem Studioalbum Born This Way (2011), als sie mit den Produzenten Paul Blair und Fernando Garibay arbeitete. Blair beschrieb die Situation wie folgt: „It couldn’t have been more than a week […] and she hit me up and said, ‚OK, the next album’s called Artpop, let’s go‘.“ [Es war vielleicht nicht einmal eine Woche später … sie rief mich an und sagte: „Okay, das nächste Album heißt Artpop, lass uns anfangen“.] Lady Gaga nahm rund fünfzig Lieder auf, die für die Inklusion im Album angedacht waren. Im Mai 2012 gab ihr Manager bekannt, dass die Produktion am Album, das aus „insane, great records“ bestehe, abgeschlossen sei.

### Veröffentlichung
Die Veröffentlichung von Artpop war ursprünglich für das Frühjahr 2013 geplant. Lady Gaga zog sich jedoch eine Verletzung an der Hüfte zu, die operiert werden musste, so dass das Album auf unbestimmte Zeit vertagt wurde. Im Juli 2013 kündigte sie an, das Album im November weltweit zu veröffentlichen. Neben den gängigen Formaten (CD, Musikdownload) ist das Album auch in einer App-Form erschienen, die Bonusmaterial des Albums bereitstellt. Besagte App wurde von Gagas Kreativteam Haus Of Gaga, genauer gesagt dessen Technologiezweig TechHaus, entwickelt. Nach Björks Biophilia (2011) und Jay-Zs Magna Carta Holy Grail (2013) ist Artpop das dritte Album, das mit einer begleiteten App veröffentlicht wurde. Am 19. August sollte Artpop zur Vorbestellung auf iTunes freigegeben werden, jedoch wurde mit der vorgezogenen Veröffentlichung von „Applause“ auch dieses Datum auf den 12. August vorgezogen.
Am 7. Oktober enthüllte Lady Gaga das Cover des Albums. Es zeigt eine von Jeff Koons angefertigte Nacktskulptur Gagas, die hinter einem blau leuchtenden Ball sitzt. Im Hintergrund sind verschiedene Gemälde, unter anderem Botticellis Geburt der Venus, abschnittsweise zu sehen. Zwei Tage später gab sie die Titelliste des Albums bekannt. Artpop wurde erstmals am 6. November 2013 in Japan veröffentlicht, die Veröffentlichung im deutschsprachigen Raum sowie auf dem Rest der Welt erfolgte sukzessive in der darauffolgenden Woche.

### Vermarktung

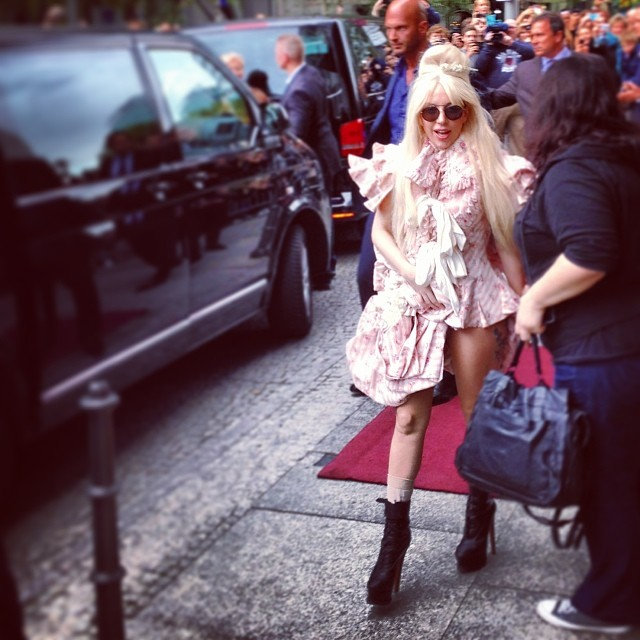
Lady Gaga im Oktober 2013 in Berlin im Rahmen der Albumvorstellung im Berghain.

Artpop wurde erstmals offiziell am 12. Juli 2013 angekündigt. Lady Gaga gab bekannt, am Abend vor Veröffentlichung eine ArtRave-Ausstellung abzuhalten, bei der das Album offiziell veröffentlicht und Projekte, an denen die Künstlerin mit anderen Künstlern, unter anderem Inez Van Lamsweerde und Vinoodh Matadin, Avantgarde-Regisseur Robert Wilson, Performancekünstlerin Marina Abramović und Künstler Jeff Koons, gearbeitet hat, präsentiert werden.
Am 1. September 2013 trat Lady Gaga als Headliner beim iTunes Festival in London auf. Bei der Show, von ihr selbst als „Swinefest“ betitelt, präsentierte sie neue Lieder des Albums: Aura, Manicure, Artpop, Jewels N’ Drugs mit den Rappern T.I., Too Short und Twista, Sexxx Dreams, Swine und Dope (damals als I Wanna Be With You angekündigt) sowie Applause als Zugabe. Rapper T.I. war jedoch nicht zugegen, da ihm die Einreise in das Vereinigte Königreich verwehrt wurde.
In einem Trailer für Machete Kills, in dem Lady Gaga ihr Schauspieldebüt gab, wurde erstmals die Studioversion des Songs Aura verwendet. Ein Lyric-Video mit Szenen und Dialogen des Films, das vom Regisseur Robert Rodriguez gedreht wurde, wurde am 9. Oktober 2013 veröffentlicht. Im Laufe des Oktobers 2013 stellte Lady Gaga verschiedene Ausschnitte einzelner Lieder von Artpop auf ihren Youtube-Kanal, unter anderem G.U.Y., ARTPOP, Mary Jane Holland und Venus, das am 27. Oktober als Promosingle des Albums veröffentlicht wurde. Ende Oktober hielt Lady Gaga im Berliner Nachtclub Berghain eine Listening-Party ihres Albums ab.
Anfang Mai 2014 startete Lady Gaga ihre vierte Konzerttournee, betitelt nach ihrem dritten Album. Die Tournee umfasste insgesamt 75 Konzerte und führte die Sängerin einmal um den Globus, von Nordamerika nach Asien über Ozeanien nach Europa, siehe dazu auch ArtRave: The Artpop Ball.

## Inhalt und Stil
Gaga beschrieb Artpop als ein Fest und eine poetisch-musikalische Reise. Es solle Unreife und Mangel an Verantwortungsgefühl darstellen, im Gegensatz zum eher abstrakten und inhaltsschwangeren Grundton des Vorgängeralbums. In der offiziellen Ankündigung des Albums gab sie bekannt, mit Artpop eine „reverse Warholian expedition“ anzustreben, also damit ihre 15 minutes of fame zu überdauern.
Textlich behandelt das Album eine Vielzahl von Themen. Der Opener „Aura“, der ursprünglich „Burqa“ heißen sollte, löste aufgrund seiner Anspielungen an die arabische bzw. islamische Kultur als Metapher für Gagas Selbstbestimmtheit als Künstlerin und Frau Kontroversen aus. „Venus“, „G.U.Y.“ und „Sexxx Dreams“ behandeln die Themen Verlangen und Sexualität. In „MANiCURE“ besingt sie eine Frau, die sich nach einer „man cure“ sehnt, sich also wünscht, von ihrer Vernarrtheit loszukommen. „ARTPOP“ ist eine Liebeserklärung Gagas an die Verschmelzung von Kunst und Popkultur sowie ihre Fangemeinde, welche sie bedingungslos liebt. „Do What U Want“ thematisiert den heutigen Medienfokus auf Künstler. Insbesondere wird darauf eingegangen, dass der Körper Lady Gagas weniger wichtiger ist als ihre Gedanken, ihre Seele (You can’t have my heart and you won’t use my mind but do what u want with my body / You can’t stop my voice ’cause you don’t own my life but do what u want with my body). Der zwölfte Titel, „Mary Jane Holland“, zieht eine direkte Referenz zur Droge Marihuana, während „Gypsy“ von einem inneren Freiheitsdrang handelt.
Artpop ist zum größten Teil ein Dance-Pop-Album, welches vielseitige musikalische Einflüsse inkorporiert, von Dubstep („G.U.Y.“, „Aura“), Hip-Hop/Trap („Jewels ’N’ Drugs“) über Techno („Swine“) bis hin zu Pop-Rock („MANiCURE“).^

## Titelliste
| Nr.          | Titel                                                 | Autor(en)                                                                          | Produktion                                            | Länge |
| ------------ | ----------------------------------------------------- | ---------------------------------------------------------------------------------- | ----------------------------------------------------- | ----- |
| 1.           | Aura                                                  | Stefani Germanotta • Anton Zaslavski • Amit Duvdevani • Erez Eisen                 | Zedd • Infected Mushroom • Lady Gaga                  | 3:55  |
| 2.           | Venus                                                 | Germanotta • Paul Blair • Hugo Leclercq • Dino Zisis • Nick Monson • Herman Blount | Lady Gaga • Madeon                                    | 3:53  |
| 3.           | G.U.Y.                                                | Germanotta • Zaslavski                                                             | Zedd • Lady Gaga                                      | 3:52  |
| 4.           | Sexxx Dreams                                          | Germanotta • Blair • Martin Bresso • William Grigahcine                            | DJ White Shadow • Lady Gaga                           | 3:34  |
| 5.           | Jewels ’N’ Drugs (featuring T.I., Too $hort & Twista) | Germanotta • Blair • Zisis • Monson • Clifford Harris • Todd Shaw • Carl Mitchell  | DJ White Shadow • Lady Gaga                           | 3:48  |
| 6.           | MANiCURE                                              | Germanotta • Blair • Zisis • Monson                                                | DJ White Shadow • Lady Gaga • Zisis • Monson          | 3:19  |
| 7.           | Do What U Want (featuring R. Kelly)                   | Germanotta • Kelly • Bresso • Grigahcine                                           | DJ White Shadow • Lady Gaga                           | 3:47  |
| 8.           | ARTPOP                                                | Germanotta • Blair • Zisis • Monson                                                | DJ White Shadow • Lady Gaga • Zisis • Monson          | 4:07  |
| 9.           | Swine                                                 | Germanotta • Blair • Zisis • Monson                                                | DJ White Shadow • Lady Gaga • Zisis • Monson          | 4:28  |
| 10.          | Donatella                                             | Germanotta • Zaslavski                                                             | Zedd • Lady Gaga                                      | 4:24  |
| 11.          | Fashion!                                              | Germanotta • Giorgio Tuinfort • David Guetta • William Adams • Blair               | Tuinfort • Will.i.am • Guetta • Lady Gaga             | 4:24  |
| 12.          | Mary Jane Holland                                     | Germanotta • Leclercq                                                              | Madeon • Lady Gaga                                    | 4:37  |
| 13.          | Dope                                                  | Germanotta • Blair • Zisis • Monson                                                | Rick Rubin • Lady Gaga                                | 3:41  |
| 14.          | Gypsy                                                 | Germanotta • Blair • Leclercq • Nadhir Khayat                                      | Madeon • Lady Gaga                                    | 4:08  |
| 15.          | Applause                                              | Germanotta • Blair • Zisis • Monson • Nicolas Mercier • Julien Arias • Grigahcine  | DJ White Shadow • Lady Gaga • Zisis • Monson • Bresso | 3:32  |
| Gesamtlänge: | Gesamtlänge:                                          | Gesamtlänge:                                                                       | Gesamtlänge:                                          | 59:04 |

Entnommen aus dem Booklet der Artpop-CD.
| Nr. | Titel                                            | Länge   |
| --- | ------------------------------------------------ | ------- |
| 1.  | iTunes Festival 2013: London (Konzertmitschnitt) | 1:11:21 |

Anmerkungen
- In Venus werden „Rocket Number Nine Take Off For The Planet Venus“ von Sun Ra sowie „Rocket No. 9“ von Zombie Zombie gesamplet.
- Auf der zensierten Version des Albums trägt Sexxx Dreams den Titel X Dreams.[16]
- In der Neuauflage und auf Streaming Services[17] wurde Do What You Want aufgrund der Verurteilung von R. Kelly[18] entfernt. Die Tracklist blieb die gleiche.

## Singleauskopplungen
Applause erschien am 12. August 2013 als erste Single aus dem Album. Ursprünglich für den 19. desselben Monats geplant, wurde die Veröffentlichung aufgrund eines Leaks vorgezogen. Das offizielle Musikvideo feierte am 19. August 2013 bei Good Morning America Premiere. Gedreht wurde es vom niederländischen Modefotografenduo Inez Van Lamsweerde & Vinoodh Matadin, die auch schon das Artwork der Single gestaltet haben.
Do What U Want, eine Kollaboration mit R&B-Sänger R.Kelly, ist die zweite Auskopplung aus Artpop. Ursprünglich als Promosingle geplant, erreichte das Lied innerhalb weniger Stunden die Spitze der iTunes-Charts. Der Song erhielt sehr positive Kritiken und wurde aufgrund der Rückmeldung als zweite Single veröffentlicht, anstatt des ursprünglich geplanten „Venus“. Das zugehörige Musikvideo, das von Terry Richardson gedreht wurde, blieb bis heute unveröffentlicht.
Mit G.U.Y. wurde Ende März eine dritte Single aus dem Album veröffentlicht. Lady Gaga veröffentlichte gemeinsam mit dem Lied einen Artpop-Film in Form eines elf Minuten langen Musikvideos, in dem auch ARTPOP und Venus zu hören sind. G.U.Y. konnte jedoch nicht an die Erfolge der vorherigen Singles anknüpfen.
Singles in den Charts

| Jahr | Titel          | Höchstplatzierung, Gesamtwochen, AuszeichnungChartplatzierungen (Jahr, Titel, , Platzierungen, Wochen, Auszeichnungen, Anmerkungen) | Höchstplatzierung, Gesamtwochen, AuszeichnungChartplatzierungen (Jahr, Titel, , Platzierungen, Wochen, Auszeichnungen, Anmerkungen) | Höchstplatzierung, Gesamtwochen, AuszeichnungChartplatzierungen (Jahr, Titel, , Platzierungen, Wochen, Auszeichnungen, Anmerkungen) | Höchstplatzierung, Gesamtwochen, AuszeichnungChartplatzierungen (Jahr, Titel, , Platzierungen, Wochen, Auszeichnungen, Anmerkungen) | Höchstplatzierung, Gesamtwochen, AuszeichnungChartplatzierungen (Jahr, Titel, , Platzierungen, Wochen, Auszeichnungen, Anmerkungen) | Anmerkungen                                                                  |
| Jahr | Titel          | DE | AT | CH | UK | US | Anmerkungen                                                                  |
| ---- | -------------- | --- | --- | --- | --- | --- | ---------------------------------------------------------------------------- |
| 2013 | Applause       | DE5 Gold · (22 Wo.)DE | AT6 (15 Wo.)AT | CH7 (21 Wo.)CH | UK5 Platin · (20 Wo.)UK | US4 ×4Vierfachplatin · (23 Wo.)US                                                                                                   | Erstveröffentlichung: 12. August 2013 Verkäufe: + 6.097.500                  |
| 2013 | Do What U Want | DE14 Gold · (21 Wo.)DE | AT10 (16 Wo.)AT | CH14 (18 Wo.)CH | UK9 Gold · (15 Wo.)UK | US13 Platin · (19 Wo.)US | Erstveröffentlichung: 21. Oktober 2013 Verkäufe: + 4.175.309; feat. R. Kelly |
| 2014 | G.U.Y.         | — | — | — | — | US76 (1 Wo.)US | Erstveröffentlichung: 28. März 2014 Verkäufe: + 123.362                      |

## Rezensionen
| Metascore                         |
| --------------------------------- |
| 61/100 basierend auf 30 Kritiken. |

Nach der Listeningparty in Berlin Ende Oktober gaben einige deutsche Medien erste Meinung zu Artpop ab. Andreas Bercholte (Spiegel Online) betitelte das Album als „prima Gebrauchsmusik: Ein bisschen Schweinerock, viel zeitgemäß [...] produzierter R&B, tolle Pop-Hooks, ein paar HipHop-Beats und mindestens ein heftiges Techno-Brett. Global gültige Power-Musik, die mit perfidem Massendesign jeden irgendwo abholt. Die Songs haben griffige Titel wie ‚Aura‘, ‚Sexxx Dreams‘, ‚Venus‘, ‚Dope‘ oder ‚Fashion!‘ und prangern Körper- und Markenkult sowie Konsumismus an, während all das zugleich natürlich auch zelebriert wird.“ Felix Johannes Enzian, der einen Artikel für die Frankfurter Allgemeine Zeitung verfasste, schrieb: „Soweit sich künstlerische Feinheiten bei diesem ersten Hören ausmachen lassen, hat sich der musikalische Stil allerdings etwas gewandelt. Anstatt Hardrock-Eurodance mehr Dubstep-R&B.“ In einem Artikel für focus.de bezeichnete Armin Fuhrer die vorgestellte Musik als „[b]rutalst mögliche[n] Mainstream, eine breiige Masse aus Synthesizern, verbunden mit dumpfen Stampfrythmen. Musikalisch gesehen ist das Stillstand mit 130 beats per minute.“
Jason Lipshutz von Billboard gab dem Album 84 von 100 möglichen Punkten: „Lady Gaga has offered fans her most sonically and lyrically diverse album to date. [...] She makes absolute certain that every inch of her craft evolves and innovates.“ [Lady Gaga hat ihren Fans ihr bis dato sowohl klanglich als auch lyrisch vielseitigstes Album dargeboten... Sie stellt damit absolut klar, dass sich jeder Teil ihres Schaffens ständig entwickelt und innoviert.]
Ulf Kubanke von laut.de gab dem Album vier von fünf möglichen Punkten und bezeichnete das Niveau des Albums als „überdurchschnittlich“: „Mit spielerischer Leichtigkeit verbindet sie rhythmische und melodische Gegensätze auf Albumlänge. [...] Dazu eine ganze Herde ohrwurmiger Bridges und Refrains, für die man ihr überraschend mühelos so manchen Ausrutscher verzeiht. Mit Stücken wie dem Titelsong macht Lady Gaga elegant dort weiter, wo Kylie Minogue in ihren zahlreichen guten Momenten vorausging. Doch am allerbesten ist sie, wenn sie ganz auf ein organisches Klangkostüm setzt, um dazu die ganze eigene Schrägheit und kafkaeske Nerdigkeit in leidenschaftliche Outlawromantik zu wandeln.“
Der Journalist Sebastian Fasthuber der österreichischen Wochenzeitung Falter fällte ein negatives Urteil über das Album: „Nichts gegen Jahrmarkt-Techno, der wieder mal Gebot der Stunde ist, aber die Sause, die hier gefeiert wird, wirkt ebenso verkrampft wie Gagas Bemühungen, von der Kunstwelt angenommen zu werden. Vor allem aber fehlen echte Hits.“

## Kommerzieller Erfolg

### Chartplatzierungen
| ChartsChartplatzierungen       | Höchstplatzierung | Wochen |
| ------------------------------ | ----------------- | ------ |
| Deutschland (GfK)              | 3 (11 Wo.)        | 11     |
| Österreich (Ö3)                | 1 (10 Wo.)        | 10     |
| Schweiz (IFPI)                 | 2 (15 Wo.)        | 15     |
| Vereinigte Staaten (Billboard) | 1 (29 Wo.)        | 29     |
| Vereinigtes Königreich (OCC)   | 1 (16 Wo.)        | 16     |

| ChartsJahrescharts (2013)      | Platzierung |
| ------------------------------ | ----------- |
| Schweiz (IFPI)                 | 74          |
| Vereinigte Staaten (Billboard) | 103         |
| Vereinigtes Königreich (OCC)   | 52          |

| ChartsJahrescharts (2014)      | Platzierung |
| ------------------------------ | ----------- |
| Vereinigte Staaten (Billboard) | 34          |

### Auszeichnungen für Musikverkäufe
| Land/Region                  | Auszeichnungen für Musikverkäufe (Land/Region, Auszeichnung, Verkäufe) | Verkäufe  |
| ---------------------------- | ---------------------------------------------------------------------- | --------- |
| Argentinien (CAPIF)          | Gold                                                                   | 15.000    |
| Australien (ARIA)            | Gold                                                                   | 35.000    |
| Brasilien (PMB)              | Platin                                                                 | 40.000    |
| Frankreich (SNEP)            | Platin                                                                 | 100.000   |
| Italien (FIMI)               | Gold                                                                   | 30.000    |
| Japan (RIAJ)                 | Platin                                                                 | 250.000   |
| Kanada (MC)                  | Platin                                                                 | 80.000    |
| Kolumbien (ASINCOL)          | Gold                                                                   | 5.000     |
| Mexiko (AMPROFON)            | Platin                                                                 | 60.000    |
| Norwegen (IFPI)              | Gold                                                                   | 10.000    |
| Österreich (IFPI)            | Gold                                                                   | 7.500     |
| Polen (ZPAV)                 | Gold                                                                   | 10.000    |
| Schweden (IFPI)              | Gold                                                                   | 20.000    |
| Schweiz (IFPI)               | Platin                                                                 | 20.000    |
| Spanien (Promusicae)         | Gold                                                                   | 20.000    |
| Ungarn (MAHASZ)              | Gold                                                                   | 3.000     |
| Vereinigte Staaten (RIAA)    | Platin                                                                 | 1.000.000 |
| Vereinigtes Königreich (BPI) | Gold                                                                   | 280.000   |
| Insgesamt                    | 11× Gold · 7× Platin ·                                                 | 1.985.500 |

Hauptartikel: Lady Gaga/Auszeichnungen für Musikverkäufe